# Archimedes
Archimedes - "The Open CAD" - (también conocido como Arquímedes) es un programa de diseño asistido por computadora (computer-aided design, CAD, en inglés) multiplataforma orientado a la arquitectura desarrollado directamente con material procedente de arquitectos y firmas de arquitectura. Con esta filosofía de diseño, los desarrolladores esperan crear software más apropiado para la arquitectura que el software actualmente ampliamente utilizado, AutoCAD, y otras aplicaciones informáticas CAD. El programa es  software libre liberado bajo la licencia Eclipse.

## Características
- Herramientas básicas de dibujo.
  - Líneas, polilíneas, arcos, círculos y cuadrados
  - Texto editable
  - Explosión
  - Offset
- Funciones avanzadas CAD
  - Trimming
  - Filleting
  - Medición de áreas
- Miscelánea
  - Autoguardado
  - Exportación a SVG
  - Exportación a PDF
  - Soporte para idiomas inglés, portugués e italiano

### Integración con otros sistemas CAD
Archimedes usa su propio formato abierto basado en XML, que se asemeja al SVG. No incluye aún soporte para otros formatos de archivo CAD, pero se planea dar soporte para  DXF.[cita requerida]

## Desarrollo
Archimedes está escrito en Java, y la última versión funciona en  Windows, Mac OS X, sistemas Linux o basados en UNIX, y puede funcionar en plataformas que soporten LWJGL y Java Virtual Machine en versión 1.5.0 o superior.

### Historia
El Proyecto Arquímedes (Archimedes Project) comenzó como una colaboración entre un grupo de programadores y estudiantes de arquitectura en la Universidad de São Paulo, en Brasil, en 2005. El proyecto actualmente se está desarrollando como software libre y de código abierto. Hay un equipo de estudiantes de la universidad trabajando como colaboradores con la coordinación de  Hugo (líder) pero cualquiera es libre de contribuir con plugins y/o parches.

#### Línea de tiempo
- Archimedes fue registrado como proyecto de SourceForge.net el 12 de julio de 2005.
- La primera versión pre-RCP estable fue la 0.16.0, liberada el 23 de octubre de 2006.
- La primera versión estable después de la migración RCP fue la 0.50.0, lanzada el 25 de abril de 2007.
- La última versión estable es la 0.64.2, que fue lanzada el 29 de julio de 2010.

### Migración a Eclipse RCP en versión 0.5x
Una migración a la Eclipse Rich Client Platform en versiones 0.5x ha mejorado gratamente la interfaz y la estabilidad, pero algunas funcionalidades de la última versión pre-RCP están siendo trasladadas. La versión 0.58.0 dio un paso en esa dirección añadiendo trimming, leader, y exportación a svg y pdf.